# Lex societatis
L'article 1837 du Code civil français traite de la lex societatis, qui désigne le droit applicable aux personnes morales, telles que les sociétés. Cet article est juridiquement  déterminant pour déterminer la loi applicable à une société, notamment en fonction de son siège social.

## Détermination de la lex societatis
La loi applicable à une société (la lex societatis) et à l'exercice de ses droits est celle de l'État où la société a son siège social. Le siège social est donc le critère de détermination de la loi applicable à la société.

## Siège réel ou siège statutaire?
L'article L. 210-3 du Code de commerce et l'article 1837 du Code civil font référence pour déterminer la loi applicable à la société au siège réel (le lieu où se situe la direction supérieure) ou au siège statutaire (l'État dans lequel la société a son siège social). Si le siège social est situé en territoire français, la société est soumise à la loi française. Cependant, si le siège réel est ailleurs, la loi française ne peut pas lui être opposée par des tiers.